# Onthophagus bubalus
Onthophagus bubalus är en skalbaggsart som beskrevs av Edgar von Harold 1867. Onthophagus bubalus ingår i släktet Onthophagus och familjen bladhorningar. Inga underarter finns listade i Catalogue of Life.